# Sophie Schneider
Sophie Schneider (* 30. Oktober 1866 in Brüchlingen; † 25. Mai 1942 ebenda) war eine deutsche Malerin.

## Leben
Sophie Schneider stammte wie ihre Schwester Betty (1875–1928), welche später auch Malerin wurde, von einem seit Jahrhunderten bestehenden Hohenloher Bauernhof in Brüchlingen, einem kleinen Weiler bei Langenburg. Ihre Eltern waren Johann Georg Michael Schneider (1835–1913) und Rosine Magdalene Brenner geb. Mittelbach (1840–1912). Wie ihre sieben Geschwister arbeitete sie als Kind auf dem Hof mit, ging nach der Schulzeit und einer Hauswirtschaftsausbildung 1890 in die Schweiz, wo sie in einer Fremdenpension arbeitete und Deutschunterricht erteilte. Nach Aufenthalten in Paris und London kam sie auf ein Gut in Irland, wo die Frau des Hauses ihre Neigung für das Malen förderte. Nach ihrer Rückkehr nach Deutschland nahm sie in Hannover den ersten regulären Malunterricht. 1891 hielt sie sich in Italien auf, danach zog sie nach Berlin, wo schon eine Schwester lebte, und richtete sich ein Atelier ein. Offenbar besuchte sie in Berlin freie Zeichenklassen und reichte erstmals Bilder für eine Ausstellung ein. Um 1911 war sie nochmal in Italien, auch in Sizilien, und kehrte kurz vor dem Ersten Weltkrieg nach Brüchlingen zurück. Dort kümmerte sie sich um Verwundete, Kranke und Sterbende im Dorf. Sophie überlebte ihre Malerschwester Betty um 14 Jahre und starb 1942.

## Werk

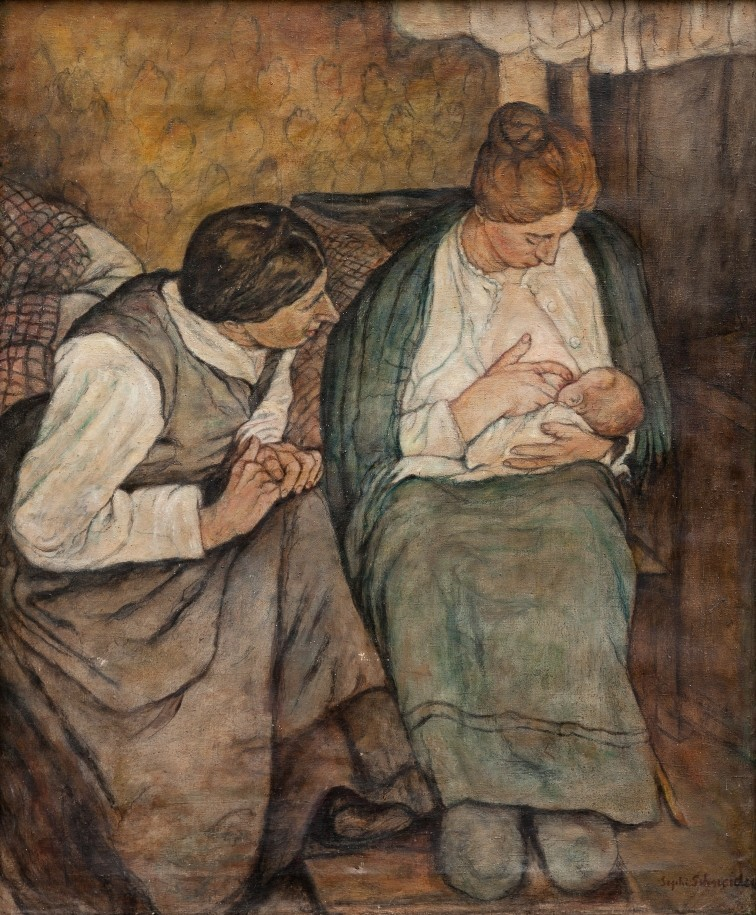
Drei Marien (1905)

Erhalten sind frühe Aktzeichnungen, Szenen aus dem Alltagsleben, Porträts, und vor allem Landschaften und Stadtansichten, oft Motive aus Rothenburg ob der Tauber und Hohenloher Schlössern, daneben gab es auch Kopien berühmter Meister. Gemalt wird zumeist auf Karton, große repräsentative Bilder entstehen auf Leinwand. Oftmals kommen Mischtechniken zur Anwendung: Ölfarben werden mit Kohle oder Kreide kombiniert, meist in leuchtenden Farbtönen in einem zunehmend pastosen Malduktus. Themen sind neben Wald, Getreidefeldern und Obstbaumwiesen, Familienszenen und das oft harte Landleben. Einige wenige religiöse Darstellungen sind Auftragsarbeiten für Kirchen. Ein besonders ansprechendes Gemälde von Sophie Schneider ist die 1905 entstandene Darstellung einer jungen Mutter, der eine ältere Frau beim Stillen ihres Kindes zuschaut, eine Erinnerung an die Anna-selbdritt-Darstellung der christlichen Ikonografie.

## Sammlungen und Ausstellungen
U.a. im Hällisch-Fränkischen Museum in Schwäbisch Hall; die meisten Bilder befinden sich in Familien- und Privatbesitz.
- Kunst-Ausstellung des Vereins Berliner Künstler, Berlin 1907 (ungesichert)
- Langenburg Hohenloher Kunstverein 1976
- Crailsheim Stadtmuseum 2014